# Megaselia disneyella
Megaselia disneyella is een vliegensoort uit de familie van de bochelvliegen (Phoridae). De wetenschappelijke naam van de soort is voor het eerst geldig gepubliceerd in 2006 door Brenner.